# Обсерваторія Ломницький Штит
Обсерваторія Ломницький Штит (словац. Observatórium Lomnický štít) — астрономічна обсерваторія у Високих Татрах на території Словаччини, що розташована на вершині гори Ломницький Штит висотою 2632 метри над рівнем моря. Належить до Астрономічного інституту Словацької академії наук.

## Історія
Будинок обсерваторії було споруджено у 1936–1940 роках разом з канатною дорогою Татранська Ломніца – Ломницький Штит. В 1940 році на Ломницкому Штиті було засновано меторологічну станцію. З нагоди оголошення 1957 року Міжнародним геофізичним роком було ініційовано створення у будинку метеостанції сонячної корональної станції Ломницький Штит. Переоснащення велось протягом п'яти років: 1957—1962. У 1964 році там вперше було встановлено високогірний коронограф, що дозволило розпочати постійні спостереження емісійного спектру сонячної корони. В 1970 році на попередньо встановлений фундамент, паралельно до коронографа було змонтовано H-альфа телескоп для спостереження протуберанців. З 1981 на базі обсерваторії здійснюється нейтронний моніторинг. Обсерваторія Ломницький штит є однією з чотирьох обсерваторій світу, що систематично спостерігають за спектром сонячної корони.
На честь обсерваторії названо астероїд 3168 Ломницький Штит, відкритий 1980 року.

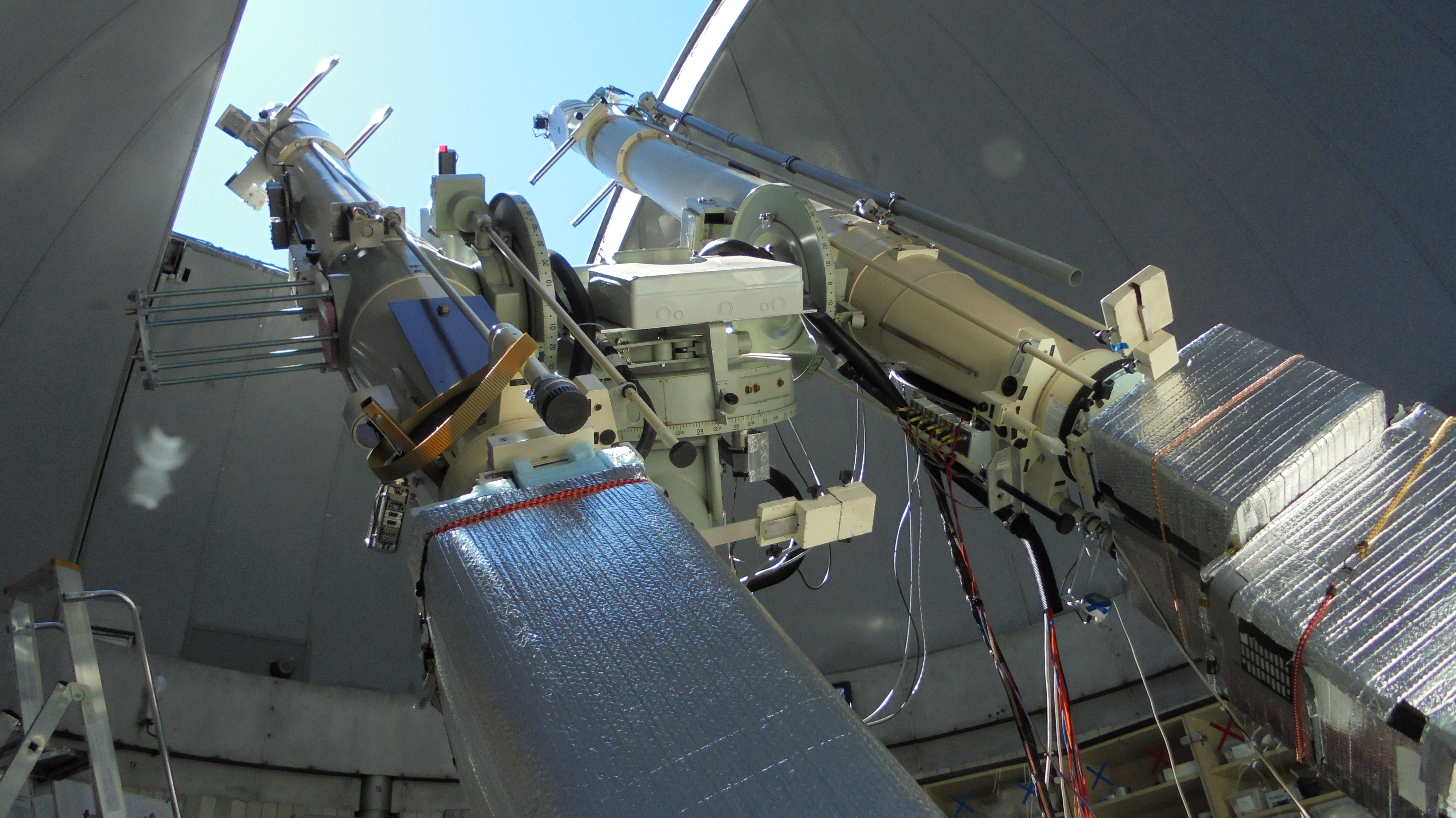
Коронографи обсерваторії Ломницький Штит

## Інструменти обсерваторії
- Коронограф (D = 20 см, F = 4 м, 1964) і спектрограф.
- H-альфа телескоп для спостереження протуберанців (1970).
- Детектор нейтронів відділення космічної фізики[sk] Інституту експериментальної фізики[2]. Безперервно працює з грудня 1981 року, коли він замінив старіший пристрій подібного типу.